# Planeta celor singuri
Planeta celor singuri (în poloneză Planeta singli) este un film de comedie polonez din 2016 scris de Sam Akina și Jules Jones și regizat de Mitja Okorn. Rolurile principale au fost interpretate de Maciej Stuhr ca Tomek și Agnieszka Więdłocha ca Ania. O continuare, Planeta celor singuri 2 (în poloneză Planeta singli 2), scris de Sam Akina și Jules Jones și regizat de Sam Akina, a fost lansat la 5 noiembrie 2018.

## Distribuție
- Maciej Stuhr—Tomek
- Agnieszka Więdłocha—Ania
- Piotr Głowacki—Marcel
- Weronika Książkiewicz—Ola
- Tomasz Karolak—Bogdan
- Joanna Jarmołowicz—Zośka
- Ewa Błaszczyk—Oktawia
- Michał Czernecki—Antoni
- Danuta Stenka—Ania's mother
- Katarzyna Bujakiewicz—Maria